# Эмульсия (лекарственная форма)
Эмульсия (лат. Emulsum) — недозированная жидкая лекарственная форма, представляющая собой дисперсную систему, содержащая две или несколько взаимонерастворимых или несмешивающихся жидкостей, одна из которых эмульгирована в другой.
Эмульсии используют для внутреннего и наружного применения, а также для инъекций.